# Chaguaramas (Trinidad)
Chaguaramas (ⓘ) is een klein stadje op het noordwestelijke schiereiland van Trinidad, enkele kilometers ten westen van Port of Spain. De naam verwijst vaak naar het hele schiereiland, maar wordt meestal enkel gebruikt om het bebouwde deel aan te wijzen. Het gehele schiereiland werd uitgeleend aan de Verenigde Staten om er een marinebasis op te bouwen. De basis werd afgebroken in 1956, en sinds 1963 kwam het stuk land terug onder de regering van Trinidad en Tobago.
Chaguaramas was de aangeduide plaats voor een nieuwe hoofdstad van de West-Indische Federatie. Het is ook de plaats waar het Verdrag van Chaguaramas werd getekend. Dit verdrag richtte Caricom op, de Caraïbische vrijhandelsorganisatie, op in 1973.

## Geboren
- Hollis Liverpool, artiestennaam Chalkdust (1941), calypsozanger